# Župa Srednja
Župa Srednja je naselje u općini Zagvozd, u Splitsko-dalmatinskoj županiji. 

## Zemljopis
Naselje se nalazi jugoistočno od Biokovskog Sela, u blizini autoceste A1.

## Stanovništvo
Iskazuje se od 1991. kao samostalno naselje nastalo izdvajanjem iz naselja Župa, gdje su i sadržani podaci od 1857. do 1931. U 1948. također je iskazivano kao samostalno naselje. 
| broj stanovnika |       |       |       |       |       |       |       |       | 202   | 197   | 187   | 148   | 75    | 32    | 9     | 3     | 3     |
|                 | 1857. | 1869. | 1880. | 1890. | 1900. | 1910. | 1921. | 1931. | 1948. | 1953. | 1961. | 1971. | 1981. | 1991. | 2001. | 2011. | 2021. |